# Crohns sygdom
Crohns sygdom er en kronisk betændelsestilstand, som i perioder giver mavesmerter og diarré samt vægttab, afløst af perioder med få eller ingen symptomer. Sygdommen rammer typisk det sidste stykke af tyndtarmen (ileum) og/eller tyktarmen (colon), men kan ramme hele mavetarmkanalen.
De syge steder i tarmen bliver røde og hævede, og der kan komme sår, som undertiden bløder. Når betændelsestilstanden heler, kommer der ardannelse, som kan give forsnævringer af tarmen. Man kan ikke helbrede Crohns sygdom, men generne kan dæmpes, og tiden mellem opblussen af symptomer kan vare flere år.
Ca. 7 % af patienter med Crohns har genetiske mutationer svarende til immundefekten Kronisk granulomatøs sygdom (Chronic Granulomatous Disease).

## Eksterne links og henvisninger
- Kronisk tarmbetændelse (Crohns sygdom). Netdoktor.dk
- Crohns sygdom. Sundhed.dk
- Hvad er Crohns sygdom? Colitis-Crohn Foreningen Arkiveret 3. november 2013 hos  Wayback Machine
- Crohns sygdom Min.medicin.dk
- Årsager til Crohns sygdom. Bispebjerg Hospital (Webside ikke længere tilgængelig)